# Pilaria perelongata
Pilaria perelongata är en tvåvingeart som beskrevs av Alexander 1976. Pilaria perelongata ingår i släktet Pilaria och familjen småharkrankar.
Artens utbredningsområde är Nigeria. Inga underarter finns listade i Catalogue of Life.